# Khu học chánh quận Fairfax

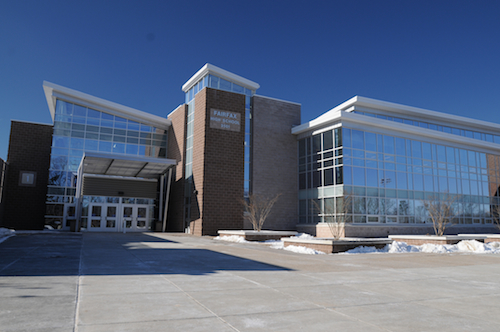
Trường trung học Fairfax

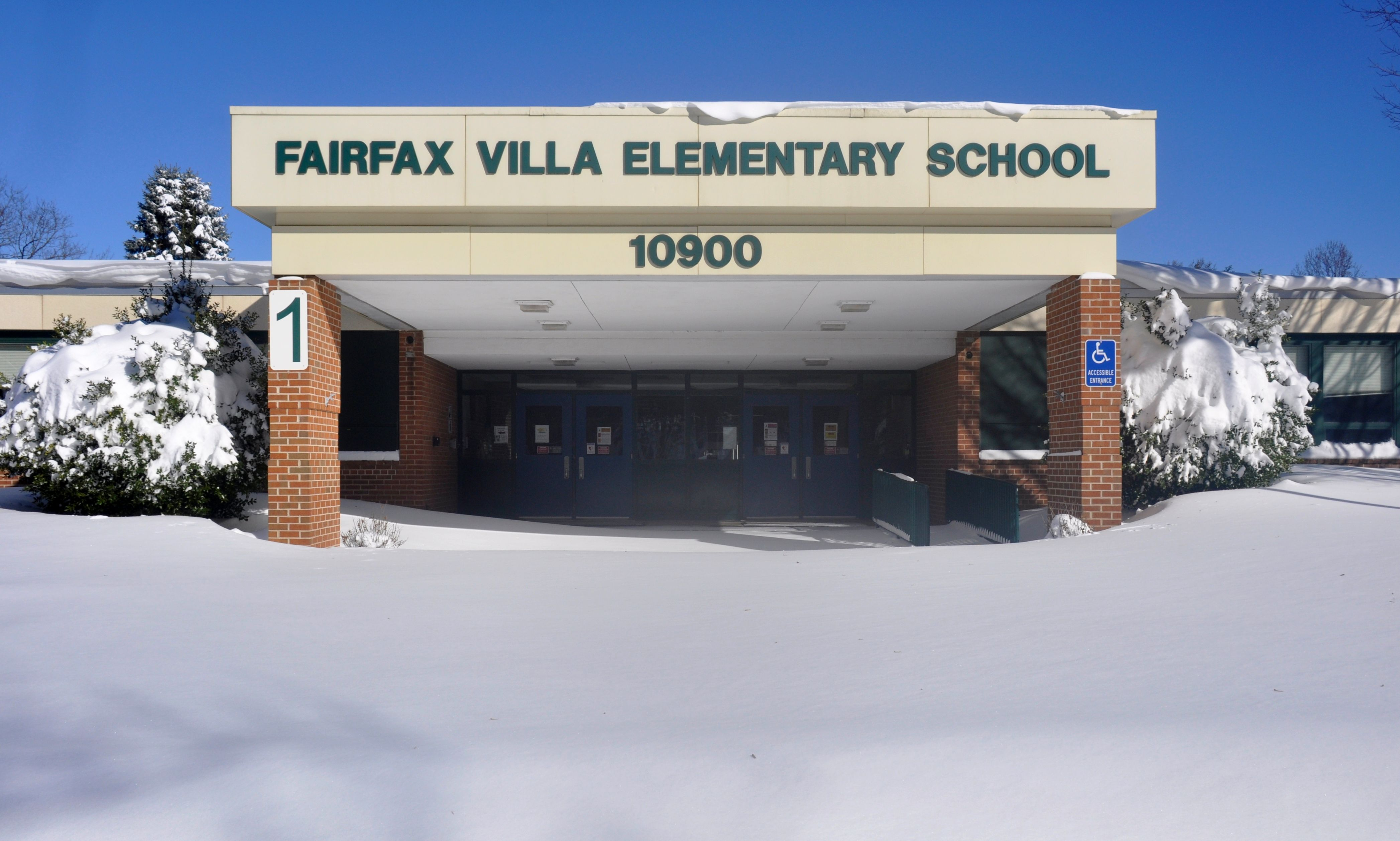
Fairfax Villa Elementary School

Hệ thống Khu học chánh Fairfax (tiếng Anh: Fairfax County Public Schools, viết tắt tiếng Anh là FCPS) là một nhánh của chính quyền quận Fairfax là nơi điều hành các trường công lập ở quận Fairfax và thành phố Fairfax. Trụ sở chính FCPS nằm tại 8115 Gatehouse Road trong một phần không hợp nhất của các quận gần thành phố Falls Church, trụ sở Giáo hội có một địa chỉ Falls nhưng không phải là trong giới hạn thành phố.
Với hơn 180.000 sinh viên học sinh theo học, FCPS là hệ thống trường công lập lớn nhất ở vùng đô thị Baltimore-Washington và khu vực phía Bắc Virginia. Tổng giám đốc học là Jack D. Dale. Hệ trường là hệ thống trường học lớn thứ 11 trong cả nước và duy trì đội xe buýt trường học lớn nhất của bất kỳ hệ thống trường học ở Hoa Kỳ.
Cam kết đáng chú ý nhất quận khiến cho hệ thống trường học của nó được phân bổ 53,5% ngân sách tài chính 2011 cho hệ thống trường học. Bao gồm cả đóng góp của tiểu bang và của chính phủ liên bang, cùng với công dân và các khoản đóng góp của công ty, mang lại ngân sách tài khóa 2013 cho hệ thống trường học đến $ 2,4 tỷ USD. hệ thống trường học đã ước tính rằng, dựa vào ngân sách tài khóa 2013, quận sẽ đầu tư 13.564 USD cho mỗi học sinh trong năm học 2012-2013.